# オコジョさん
『オコジョさん』は、宇野亜由美による日本の漫画。

## 概要
ヤンキーなイタチ科の動物・オコジョと、無口な大学生・槌谷遥や友人・サエキ兄妹とそのペットのフェレット・タッチン、隣の漫画家とその飼いネズミなどが繰り広げるギャグ漫画である。
元は『ぼくらはみんな高血圧!』（ぼくらはみんなこうけつあつ!）というオムニバス作品であったが、単行本のタイトルはその中で人気のあった「オコジョさん」とし、各話のタイトルロゴには「ぼくらはみんな高血圧」と付けられていたが、単行本5巻掲載分からは一新し、「オコジョさん」のみとなった。
白泉社の少女漫画誌『LaLa』1996年12月号から2005年3月号まで連載の他、番外編『オコジョ番長』（オコジョばんちょう）を『LaLa DX』1998年9月号から2005年3月号まで、『諸国漫遊オコジョさん』（しょこくまんゆうオコジョさん）を『LaLa』2002年1月号から8月号、および『MELODY』2002年9月号から2003年1月号まで連載した。
2001年10月〜2002年9月に放送されたテレビアニメ『しあわせソウのオコジョさん』の原作であり、アニメ化後の原作ではアニオリキャラクターがアレンジを加えつつ逆輸入された。

## 単行本
- 第1巻 ISBN 4-592-12779-X
  - オコジョさん●ぼくらはみんな高血圧!●
    - オコジョさん・其ノ一～十二・外伝
    - 投稿プリマドンナ
    - 安眠戦士スレプター
    - 妖精小早川くん

  - 学園の麗人
  - 愛と情熱のニギリコブシ
  - カップルが憎い!
  - くらげちゃん
  - 聖夜
  - 巻末特別かきおろし漫画
- 第2巻 ISBN 4-592-17172-1
  - ぼくらはみんな高血圧!
    - オコジョさん・其ノ十三～二十六
    - オコジョさん外伝
    - ぜにがたオコジョ
    - くき子の初恋編

  - かわいいペットやさん
  - 宇宙人みゅる!
  - ゆけゆけ! じんめんそくん
  - モチモチ任侠伝
  - 今日もおまぬけさん
  - 月影
  - 風呂上がりの情事
  - 巻末特別かきおろし漫画
- 第3巻 ISBN 4-592-17173-X
  - オコジョさん●ぼくらはみんな高血圧!●
    - オコジョさん・其ノ二十七～三十八
    - オコジョ番長
    - 孝行オコジョ

  - 君に薔薇バラ
  - 学園の麗人
  - 巻末特別かきおろし漫画
- 第4巻 ISBN 4-592-17174-8
  - オコジョさん●ぼくらはみんな高血圧!●
    - オコジョさん・其ノ三十九～四十九
    - オコジョさん・特別旅情編
    - オコジョ番長

  - 特別かきおろし漫画・ツチヤ源氏物語
  - 東京に行ってみよう!
  - 平成枯れすすき
- 第5巻 ISBN 4-592-17175-6
  - オコジョさん その50～61
  - オコジョ番長
  - ダーリング
  - 巻末特別かきおろし漫画
- 第6巻 ISBN 4-592-17176-4
  - オコジョさん その62～73
  - オコジョ番長
  - 諸国漫遊オコジョさん〔その1～8〕
  - 予告編だよ!オコジョさん
  - ツチヤ桃太郎伝説
  - ラクして儲けまSHOW!
  - 巻末特別かきおろし漫画
- 第7巻 ISBN 4-592-17177-2
  - オコジョさん その74～88
  - オコジョ番長
  - 諸国漫遊オコジョさん〔その9～13〕
  - 巻末特別かきおろし漫画
- 第8巻 ISBN 4-592-17178-0
  - オコジョさん その89～105
  - オコジョ番長
  - ねこりれき
  - 巻末特別かきおろし漫画